# Liste der gefallenen Adeligen auf Habsburger Seite in der Schlacht bei Sempach/H

## H
| Geschlecht                      | Vorname(n) | Einheitsname                     | Stammsitz                          | abweichende Schreibweisen                                                                                               | Quelle(n) | Anmerkungen | Wappen |
| ------------------------------- | --- | -------------------------------- | ---------------------------------- | --- | --- | --- | ------ |
| Habsburg-Österreich             | Leopuldus; Lupuldus; Leopuldus; Lütpold; Lüpolt; Lewpolt; Lüppolt; Lupold; Leupolt; Luipoldt; Lüpold; Lippult; Lewpoldus         | Leopold III von Habsburg         | Wien                               | Dux Austriae; dux Austrie; Oesterich; Oesterreich; Oesterrich; Osterich; Österich; Osterrich; Österrich; Osterriken     | • Chronik des Benedictinerstiftes Zwettel in Österreich • Chronik des Nicolaus Stulmann, 1407 • Conforti Pulicis Annales Vicenti • Oesterreichische Chronik des Veit Arenpeck, 1488-1495 • Schwäbische Chronik • Stuttgarter Annalen • Luzerner Chronik von Melchior Russ, 1482 • Thurgauer Chronik • Chronik des Oesterreichers Gregor oder Matthäus Hagen • Basler Annalen, 1408 • Constanzer Chronik • Deutsche Chronik, bearbeitet nach Königshofen für Jakob von Stein von Bern, geschrieben von Melchior Rupp, Schulmeister von Schwyz, 1469 • Frankfurter Verlustliste • Luzerner Chronik von Melchior Russ, 1482 • Petermann Etterlin´s Chronik, Basel, 1507 • Oesterreichische Verlustliste, ca. 1484 • Anonyme österreichische Chronik in Stuttgart, Handschrift 16. Jh. • Breisgauische Liederhandschrift, 1445 • Nürnberg Weltchronik, 1459 • Conrad Schnitt: Wappenbuch der Baslerischen Geschlechter, 1530 • Stadtchronik von Bern und Conrad Justingers Berner-Chroni, 1414/1420 • Chronik des Franciscaners Detmar von Lübeck • Chronik des Benedictinerkosters Kremsmünster in Österreich • Gebhard Dacher´s Konstanzer Chronik, 1470 • Eydgnössisch-schweytzerischer Regiments Ehren-Spiegel • Klingenberger Chronik von Johann von Klingenberg • Aegidius Tschudi: Chronicon Helveticum • Liste des Christian Wurstisen, nach 1580                                                                            | wurde zunächst in Königsfelden bestattet |        |
| Hachberg                        | Otto; Ott; Otte; Otho; Ort; Ot                                                                                                   | Otto von Hachberg                | Hochburg (Emmendingen)             | Hachtberg; Hochberg; Hochperg; Hochperge; Hohenberg                                                                     | • Chronik des Oesterreichers Gregor oder Matthäus Hagen, um 1394 • Chronik des Benedictinerstiftes Zwettel in Österreich • Chronik des Nicolaus Stulmann, 1407 • Oesterreichische Chronik des Veit Arenpeck, 1488-1495 • Schwäbische Chronik • Stuttgarter Annalen • Luzerner Chronik von Melchior Russ, 1482 • Thurgauer Chronik • Chronik des Oesterreichers Gregor oder Matthäus Hagen; Basler Annalen, 1408; Constanzer Chronik; Petermann Etterlin´s Chronik, Basel, 1507; Oesterreichische Verlustliste, ca. 1484 • Anonyme österreichische Chronik in Stuttgart, Handschrift 16. Jh. • Breisgauische Liederhandschrift, 1445 • Nürnberg Weltchronik, 1459 • Conrad Schnitt: Wappenbuch der Baslerischen Geschlechter, 1530 • Stadtchronik von Bern und Conrad Justingers Berner-Chroni, 1414/1420 • Chronik des Benedictinerkosters Kremsmünster in Österreich • Gebhard Dacher´s Konstanzer Chronik, 1470 • Eydgnössisch-schweytzerischer Regiments Ehren-Spiegel • Chronik des Thomas Ebendorfer von Haselbach, ca. 1440-1463 • Jakob Twinger von Königshofen, Stiftsherr zu Straßburg • Oesterreichische Chronik; Johann Viler: Chronica von Keisern, Paepsten, Eidgenossenschaft und Elsass • Strassburger Zusätze zu Könighofens Chronik, Handschrift aus dem 15. Jahrhundert • Klingenberger Chronik von Johann von Klingenberg • Aegidius Tschudi: Chronicon Helveticum • Liste des Christian Wurstisen, nach 1580 | "etliche nennen ihn von Hachone, dieses Geschlechts Urheber von Hochberg "; wurde in Königsfelden begraben. Mitglied im Löwenbund |        |
| Hagenau                         | Johannes; Hans | Johannes von Hagenau             |                                    | Hagnowe; Hegnower; Hagner; Hagnower                                                                                     | • Thurgauer Chronik • Luzerner Chronik von Melchior Russ, 1482 •Chronik des Nicolaus Stulmann, 1407 • Schlachtkapelle Sempach • Aegidius Tschudi: Chronicon Helveticum • Liste des Christian Wurstisen, nach 1580 | Gehört zum Adelsgeschlecht der Herren Geben |        |
| Hagner                          | Otto, Egen | Otto Hagner (von Rötteln)        | Burg Rötteln?                      | von Röteln; von Rottelenn; von Rötelen; von Rötlin                                                                      | • Anonyme österreichische Chronik in Stuttgart, Handschrift 16. Jh. • Eydgnössisch-schweytzerischer Regiments Ehren-Spiegel • Conrad Schnitt: Wappenbuch der Baslerischen Geschlechter, 1530 • Luzerner Chronik von Melchior Russ, 1482 • Aegidius Tschudi: Chronicon Helveticum • Liste des Christian Wurstisen, nach 1580 | "von Rötelen "; "Die ritter und knecht uss dem Brissgouw Haagen ist der Ortsteil, in dem die Burg steht. Der Zusatz "von Rötteln" bezieht sich vermutlich in diesem Fall lediglich auf die Herkunftsangabe, da das Geschlecht derer von Rötteln bereits mit Liuthold II. von Rötteln Mitte des 14. Jahrhunderts im Mannesstamm erlosch. Nachfolger waren die Markgrafen von Hachberg-Sausenberg. Tschdi nennt in seiner Chronik einen Egen von Rötelen, Fry. Nicht ausgeschlossen werden kann, dass es sich hierbei auch um den Markgrafen Otto von Hachberg handelt, der zu diesem Zeitpunkt auch Herr über die Herrschaft Rötteln war. |        |
| Hallwyl                         | Turing; Thuring; Türing; Thüring; Turingus                                                                                       | Turing von Hallwyl               | Schloss Hallwyl (Seengen - Aabach) | Halbing; Hallenwilre; Hallenweilre; Hallweil; Hallwil; Hallwill; Hallwilr; Halwilr; Hallwylr; Halwil; Halwill, Halwiler | • Oesterreichische Verlustliste, 1488 • Jakob Twinger von Königshofen, Stiftsherr zu Straßburg • Johann Viler: Chronica von Keisern, Paepsten, Eidgenossenschaft und Elsass • Eydgnössisch-schweytzerischer Regiments Ehren-Spiegel • Petermann Etterlin´s Chronik, Basel, 1507 • Stadtchronik von Bern und Conrad Justingers Berner-Chronik, 1414/1420 • Luzerner Chronik von Melchior Russ, 1482 • Breisgauische Liederhandschrift, 1445 • Oesterreichische Verlustliste, ca. 1484 • Zusätze zu Petermann Etterlins Chronik, 1531-1545 • Anonyme österreichische Chronik in Stuttgart, Handschrift 16. Jh. • Thurgauer Chronik • Frankfurter Verlustliste • Chronik des Benedictinerstiftes Zwettel in Österreich • Klingenberger Chronik von Johann von Klingenberg • Liste des Christian Wurstisen, nach 1580 | "zwen "; Herr zu Wildegg |        |
| Hallwyl                         | Hanns; Hannsel; Hanselein; Hans; Hensli; Hainricus; Johannes; Johann; Hanss                                                      | Johannes von Hallwyl             | Schloss Hallwyl (Seengen - Aabach) | Halbing; Hallenwilre; Halleneilre; Hallweil; Hallwill; Hallwilr; Halwil; Hallweil; Hallwylr;                            | • Oesterreichische Verlustliste, 1488 • Johann Viler: Chronica von Keisern, Paepsten, Eidgenossenschaft und Elsass • Jakob Twinger von Königshofen, Stiftsherr zu Straßburg • Eydgnössisch-schweytzerischer Regiments Ehren-Spiegel • Stadtchronik von Bern und Conrad Justingers Berner-Chroni, 1414/1420 • Luzerner Chronik von Melchior Russ, 1482 • Breisgauische Liederhandschrift, 1445 • Oesterreichische Verlustliste, ca. 1484 • Thurgauer Chronik • Chronik des Nicolaus Stulmann, 1407 • Petermann Etterlin´s Chronik, Basel, 1507 • Anonyme österreichische Chronik in Stuttgart, Handschrift 16. Jh. • Conrad Schnitt: Wappenbuch der Baslerischen Geschlechter, 1530 • Chronik des Benedictinerstiftes Zwettel in Österreich • Klingenberger Chronik von Johann von Klingenberg • Liste des Christian Wurstisen, nach 1580 | "her Türings batschart"; "herrn Turings Paschart"; "her Türings Basthart" ; "Türings Vetter "; des Huruss dochterman von Halwil - Die ritter und knecht uss dem Hegöuw und Ergouw und am Blauwenn Diverse Chroniken berichten, dass Johannes von Grünenberg der Schwiegersohn des Hürus von Schönau sei. Diese Verbindung ist jedoch nach dem heutigen Kenntnisstand nicht richtig; Klingenberg erwähnt zusätzlich zu Hans von Hallwil einen Henslin von Hallwil als "Türings Basthart". Die Stammburg dieses Geschlechts war das Schloss Hallwyl. Des Weiteren gehörten die Veste Alt-Wartburg und das Schloss Wildegg zum Hallwyler Besitz. |        |
| Harasser?                       | Otto; Capitaneus; Conrad; Dominus                                                                                                | Otto Harasser                    |                                    | Harrasser, Hereser, Herriser, Risser, Hawiser                                                                           | • Chronik des Thomas Ebendorfer von Haselbach, ca. 1440-1463 • Oesterreichische Verlustliste, 1488 • Chronik des Benedictinerstiftes Zwettel in Österreich • Oesterreichische Chronik des Veit Arenpeck, 1488-1495 • Liste des Christian Wurstisen, nach 1580 • Eydgnössisch-schweytzerischer Regiments Ehren-Spiegel • Chronik des Nicolaus Stulmann, 1407 | "des herzogen harnascher" "filius ejus" Eventuell identisch mit Conrad Hofmann. |        |
| Hasenburg                       | Johannes; Hanns; Hans; Johans; Dominus Johannes; Domicellus; Johans Ulrich; Ulrich; Schon; Schön; Tschan; Schan; Johannes Ulrich | Johannes Ulrich von Hasenburg    | Burg Asuel / Hasenburg             | Hasenburch; Hassenburg; Haszenburg                                                                                      | • Chronik des Benedictinerkosters Kremsmünster in Österreich • Anonyme österreichische Chronik in Stuttgart, Handschrift 16. Jh. • Chronik des Thomas Ebendorfer von Haselbach, ca. 1440-1463 • Constanzer Chronik; Eydgnössisch-schweytzerischer Regiments Ehren-Spiegel • Gebhard Dacher´s Konstanzer Chronik, 1470 • Luzerner Chronik von Melchior Russ, 1482 • Oesterreichische Chronik des Veit Arenpeck, 1488-1495 • Oesterreichische Verlustliste, 1488 • Petermann Etterlin´s Chronik, Basel, 1507 • Stadtchronik von Bern und Conrad Justingers Berner-Chroni, 1414/1420 • Thurgauer Chronik • Johann Viler: Chronica von Keisern, Paepsten, Eidgenossenschaft und Elsass • Frankfurter Verlustliste • Conrad Schnitt: Wappenbuch der Baslerischen Geschlechter, 1530 • Chronik des Nicolaus Stulmann, 1407 • Jakob Twinger von Königshofen, Stiftsherr zu Straßburg • Klingenberger Chronik von Johann von Klingenberg • Aegidius Tschudi: Chronicon Helveticum • Liste des Christian Wurstisen, nach 1580 | Neben all den Formen von Johannes taucht in einigen Chroniken auch der Name Tschan (mit Abwandlungen) und Ulrich auf. Es ist jedoch anzunehmen, dass es sich jeweils um Johannes Ulrich handelt. |        |
| Hasser                          | Hans | Hans Hasser                      | Winterthur                         | Hasser | • Aegidius Tschudi: Chronicon Helveticum | einzige Nennung; "vom Winterthur was des Fürsten Hof=Schnider" |        |
| Hattstatt                       | Wernher der Lang; Der Lang; Werlin der Lang; Lando; Longus                                                                       | Werner der Lang von Hattstatt    | Burg Hattstatt                     | Haarstatt; Hadstat; Hadtstat; Hadtstatt; Hatstat; Hattstatt                                                             | • Eydgnössisch-schweytzerischer Regiments Ehren-Spiegel • Conrad Schnitt: Wappenbuch der Baslerischen Geschlechter, 1530 • Frankfurter Verlustliste • Zusätze zu Petermann Etterlins Chronik, 1531-1545 • Oesterreichische Verlustliste, ca. 1484 • Oesterreichische Verlustliste, 1488 • Anonyme österreichische Chronik in Stuttgart, Handschrift 16. Jh. • Breisgauische Liederhandschrift, 1445 • Liste des Christian Wurstisen, nach 1580 | "Die ritter und knecht uss dem Elsas " |        |
| Hattstatt                       | Werner Waffler | Werner Waffler von Hattstatt     | Burg Hattstatt                     | Haarstatt; Hadstat; Hadtstat; Hadtstatt; Hatstat; Hattstatt; Waffeler; Waffler                                          | • Eydgnössisch-schweytzerischer Regiments Ehren-Spiegel • Conrad Schnitt: Wappenbuch der Baslerischen Geschlechter, 1530 • Zusätze zu Petermann Etterlins Chronik, 1531-1545 • Oesterreichische Verlustliste, ca. 1484 • Oesterreichische Verlustliste, 1488 • Breisgauische Liederhandschrift, 1445 • Luzerner Chronik von Melchior Russ, 1482 • Thurgauer Chronik • Frankfurter Verlustliste • Klingenberger Chronik von Johann von Klingenberg • Aegidius Tschudi: Chronicon Helveticum • Liste des Christian Wurstisen, nach 1580 | Sowohl die Thurgauer Chronik als auch die Oesterreichische Verlustliste von 1488 erwähnen ihn als Bannerträger |        |
| Häuptli                         | Gerlein; Wenrli; Werli | Werner zem Häuptli               | Rheinfelden                        | Haptz; Hopeli; Höpli; Houptwin                                                                                          | • Oesterreichische Verlustliste, 1488 • Frankfurter Verlustliste • Thurgauer Chronik • Chronik des Nicolaus Stulmann, 1407 | "diss von Rinfelden und von andren stetten " |        |
| Hawiser                         | Nicolaus | Nicolaus Hawiser                 |                                    | | Oesterreichische Chronik des Veit Arenpeck, 1488-1495 | zusammen mit seinem Sohn Otto |        |
| Heggentz (Heggenzi)             | Hans; Hanns | Hans Heggenzi                    | Schaffhausen                       | Hagense; Heggezi; Hatzigi; Heggentz; Hegitzy                                                                            | • Thurgauer Chronik • Oesterreichische Verlustliste, 1488 • Chronik des Nicolaus Stulmann, 1407 • Conrad Schnitt: Wappenbuch der Baslerischen Geschlechter, 1530 | "dis sind von Schaffhusen " |        |
| Heideck                         | Hans | Hans Heideck                     | Schloss Heidegg                    | Heydeck | Luzerner Chronik von Melchior Russ, 1482 | "fryherr"; einzige Nennung. Ein Hans und ein Petermann werden nochmals in einer Aufstellung für Sondersteuern aus dem Jahr 1389 genannt. Darin werden ihm 2, einem Hans von Heydegg ebenfalls 2 Gulden zugestanden. Demzufolge fiel vermutlich deren Vater bei der Schlacht bei Sempach und/oder sie verloren Einkünfte in Folge der Schlacht. |        |
| Heideck                         | Peterman | Peterman Heideck                 | Schloss Heidegg                    | Heydeck | Luzerner Chronik von Melchior Russ, 1482 | "fryherr"; einzige Nennung. Ein Hans und ein Petermann werden nochmals in einer Aufstellung für Sondersteuern aus dem Jahr 1389 genannt. Darin werden ihm 2, einem Hans von Heydegg ebenfalls 2 Gulden zugestanden. Demzufolge fiel vermutlich deren Vater bei der Schlacht bei Sempach und/oder sie verloren Einkünfte in Folge der Schlacht. |        |
| Hertenberg                      | Berchthold | Berchthold von Hertenberg        | Rheinfelden                        | | Schlachtkapelle Sempach | "von Rinfelden kam um der Schultheiss Berchtold von Hertenberg selb sibend"; einzige Nennung |        |
| Heßleberg                       | Stan | Stan von Heßleberg               |                                    | | Aegidius Tschudi: Chronicon Helveticum | einzige Nennung |        |
| Heütschlihüchtli???             | Hainricus | Hainrich Heütschlihüchtli        |                                    | | Chronik des Nicolaus Stulmann, 1407 | "nobiles de provincia Brissgaude"; einzige Nennung |        |
| Hilwer                          | Johannes, Hans; Hanns | Johannes Hilwer                  | Schwaben                           | Hilwars; Hulber; Hulmer                                                                                                 | • Oesterreichische Chronik des Veit Arenpeck, 1488-1495 • Conrad Schnitt: Wappenbuch der Baslerischen Geschlechter, 1530 • Chronik des Nicolaus Stulmann, 1407 • Oesterreichische Verlustliste, 1488 • Thurgauer Chronik • Klingenberger Chronik von Johann von Klingenberg • Aegidius Tschudi: Chronicon Helveticum | "Sequuntur servi Domini Wirtembergensis " |        |
| Himelberg?                      | Ruodolf | Rudolf von Himelberg             | Aargau                             | | Oesterreichische Verlustliste, 1488 | "Item von Erga dem lanndt" |        |
| Hochdorf (Heudorf)              | Cunradt; Conrad; | Conrad von Hochdorf              | Dachsburg (Nagold)                 | Hochdorff; Hödorff; Hoedorff; Höwdorf                                                                                   | • Thurgauer Chronik; Erhard von Appenwiler, Kaplan in Basel, Fortsetzung der Sächsischen Weltchronik, 1439 • Conrad Schnitt: Wappenbuch der Baslerischen Geschlechter, 1530 • Eydgnössisch-schweytzerischer Regiments Ehren-Spiegel • Zusätze zu Petermann Etterlins Chronik, 1531-1545 • Liste des Christian Wurstisen, nach 1580 | |        |
| Hochdorf (Heudorf)              | Dietrich; Diettrich; Dominus | Dietrich von Hochdorf            | Dachsburg (Nagold)                 | Heudorf, Hochdorff; Hödorff; Hochdorff; Hoedorff; Höwdorf                                                               | • Thurgauer Chronik; Erhard von Appenwiler, Kaplan in Basel, Fortsetzung der Sächsischen Weltchronik, 1439 • Conrad Schnitt: Wappenbuch der Baslerischen Geschlechter, 1530 • Chronik des Nicolaus Stulmann, 1407 • Eydgnössisch-schweytzerischer Regiments Ehren-Spiegel • Zusätze zu Petermann Etterlins Chronik, 1531-1545 • Liste des Christian Wurstisen, nach 1580 | "Sequuntur servi Domini Wirtembergensis ", "Etsch"; "Item die von Araw"; "ritter und knecht von Schwaben" |        |
| Hochdorf (Heudorf)              | Hanns; Hans; Johan | Hans von Hochdorf                | Dachsburg (Nagold)                 | Heudorf; Hochdorff; Hödorff; Hoedorff; Höwdorf                                                                          | • Oesterreichische Verlustliste, 1488 • Thurgauer Chronik • Eydgnössisch-schweytzerischer Regiments Ehren-Spiegel • Erhard von Appenwiler, Kaplan in Basel, Fortsetzung der Sächsischen Weltchronik, 1439 • Conrad Schnitt: Wappenbuch der Baslerischen Geschlechter, 1530 • Zusätze zu Petermann Etterlins Chronik, 1531-1545 • Klingenberger Chronik von Johann von Klingenberg • Aegidius Tschudi: Chronicon Helveticum • Liste des Christian Wurstisen, nach 1580 | "drei" |        |
| Hochenrechberg; Hochen Rechberg | | siehe Rechberg                   |                                    | | | |        |
| Hötsch                          | Nicklauß | Nicklaus Hötsch                  | Botzen                             | | • Aegidius Tschudi: Chronicon Helveticum | "von Botzen Ritter" |        |
| Hötsch                          | Christoffel | Nicklaus Hötsch                  | Botzen                             | | • Aegidius Tschudi: Chronicon Helveticum | "sin Bruder" |        |
| Hofmann?                        | Conradus; Conrad; Horanserus; Riss; Yser                                                                                         | Conrad Hofmann                   | Biberach?                          | Hoffman; Höfingen; Hoffmann; Hoffmeister; Hofman; Pybrach                                                               | • Oesterreichische Chronik des Veit Arenpeck, 1488-1495 • Eydgnössisch-schweytzerischer Regiments Ehren-Spiegel • Luzerner Chronik von Melchior Russ, 1482 • Anonyme österreichische Chronik in Stuttgart, Handschrift 16. Jh. • Oesterreichische Verlustliste, 1488 • Aegidius Tschudi: Chronicon Helveticum • Liste des Christian Wurstisen, nach 1580 | Ob es sich bei dem Namen Hofmann um eine Bezeichnung für "am Hof des Herzogs" oder tatsächlich einen Familiennamen handelt, bleibt zu klären. So wird zum Beispiel ein Hofmann von Biberach genannt oder ein Hofman von Pybrach, gleichwohl wie ein "Ysser der Hofman" oder "Riss der Hofmeister". Beim genannten Hofman von Pybrach steht als Zusatz "Kuchenmaister des alten fursten", was eher darauf schließen lässt, dass diese Person zum Nachnamen evtl. Riss hieß und als Hofmann gearbeitet hat. Tschudi schreibt folgendes: "Item/ des Herzogen Harniser/ der Hofmann von Bibrach/ was der alten Fürstinen Kuchimeister" Dabei ist nicht klar, ob der genannte Harnischer, Hofmann und Küchenmeister ein und dieselbe Person ist. Eventuell ist der genannte Otto/Conrad Harasser identisch mit dieser Person. |        |
| Hohenfels?                      | Walther | Walther von Hohenfels            |                                    | Hohenfelß | Eydgnössisch-schweytzerischer Regiments Ehren-Spiegel | einige Nennung. (Das Mitgliederverzeichnis des Löwenbundes nennt einen "Bödomund von Ettendorf - Herr zu Hohenfels) |        |
| Hohensstein?                    | Bentzo | Bentzo von Hohenstein            |                                    | | Eydgnössisch-schweytzerischer Regiments Ehren-Spiegel | Es könnte sich bei dem Namen auch um Hauenstein handeln, doch ein Bentzo aus dieser Familie ist urkundlich nicht überliefert. |        |
| Hohenzollern                    | | siehe Zollern                    |                                    | | | |        |
| Höwdorf                         | | siehe Hochdorf                   |                                    | | | |        |
| Hünenberg                       | Rudolff; Rudolph; Rutsch; Rutsche; Ruotsch; Rudolfus; Rutschmann; Rutschman; Rützman; Ratzsch; Davit                             | Rutschmann von Hünenberg         | Burg Hünenberg (ZG)                | Inckenberg; Hünnenberg; Hunenburg; Humelsberg; Hunemberg; Hunenberg; Hynenberg                                          | • Conrad Schnitt: Wappenbuch der Baslerischen Geschlechter, 1530 • Thurgauer Chronik • Eydgnössisch-schweytzerischer Regiments Ehren-Spiegel • Zusätze zu Petermann Etterlins Chronik, 1531-1545 • Offenburgische Chronik, von 1520 • Oesterreichische Chronik des Veit Arenpeck, 1488-1495 • Chronik des Nicolaus Stulmann, 1407 • Oesterreichische Verlustliste, ca. 1484 • Breisgauische Liederhandschrift, 1445 • Anonyme österreichische Chronik in Stuttgart, Handschrift 16. Jh. • Klingenberger Chronik von Johann von Klingenberg • Liste des Christian Wurstisen, nach 1580 | "ritter und knecht us dem Ergöw"; "nobiles de … " Möglicherweise handelt es sich hierbei nicht um den Namen Hünenberg, sondern Grünenberg. In der zu Ende des 19. Jahrhunderts überarbeiteten Liste des Christian Wurstisen steht: "her Rütsche von Hünenberg, des Huris tochterman". Mit Huris is Hürus, der Übername des Rudolf von Schönau gemeint. Dessen Schwiegersohn wird als "Johannes von Grünenberg" identifiziert, lässt sich aber in der grünenbergischen Genealogie zum fraglichen Zeitpunkt nicht nachweisen. Für Rudolf von Hünenberg spricht, dass die Hünenberger bis 1421 im Besitz der Burg Gurtweil in der Herrschaft Hauenstein waren, deren Vorherrschaft 1379 an die Schönauer gegangen war. |        |
| Hüningen                        | | Mayer von Hüningen - siehe Mayer |                                    | | | |        |
| Humenburg?                      | Werner | Werner von Humenburg             |                                    | | Eydgnössisch-schweytzerischer Regiments Ehren-Spiegel | einzige Nennung, wohl Hünenberg |        |
| Horus; Hürbs; Hurus; Huruss;    | | siehe von Schönau                |                                    | | | |        |
| Hottenburg                      | unbekannt | Unbekannt von Hottenburg         |                                    | | • Aegidius Tschudi: Chronicon Helveticum | "einer von Hottenburg" |        |
| Hunn                            | Eberhart | Eberhart Hunn                    | Schaffhausen                       | Hun | • Conrad Schnitt: Wappenbuch der Baslerischen Geschlechter, 1530 • Thurgauer Chronik; Oesterreichische Verlustliste, 1488 • Chronik des Nicolaus Stulmann, 1407 • Schlachtkapelle Sempach | |        |
| Hus                             | Hanns Bernhart; Johans Bernhart; Bernhard; Bernhart; Hans Bernhart; Johans; Burckart; Burckhart; Hans; Hanns; Johannes Borchart  | Johannes Bernhart vom Hus        | Straßburg                          | Haus; Hause; Hausen; Haws; Huss; Hausz; Huse                                                                            | • Anonyme österreichische Chronik in Stuttgart, Handschrift 16. Jh. • Johann Viler: Chronica von Keisern, Paepsten, Eidgenossenschaft und Elsass • Eydgnössisch-schweytzerischer Regiments Ehren-Spiegel • Oesterreichische Verlustliste, ca. 1484 • Luzerner Chronik von Melchior Russ, 1482 • Stadtchronik von Bern und Conrad Justingers Berner-Chroni, 1414/1420 • Thurgauer Chronik; Zusätze zu Könighofens Chronik, 1406 • Stadtchronik von Bern und Conrad Justingers Berner-Chroni, 1414/1420 • Oesterreichische Verlustliste, 1488 • Zusätze zu Petermann Etterlins Chronik, 1531-1545; Breisgauische Liederhandschrift, 1445 • Petermann Etterlin´s Chronik, Basel, 1507 • Conrad Schnitt: Wappenbuch der Baslerischen Geschlechter, 1530 • Chronik des Nicolaus Stulmann, 1407 • Jakob Twinger von Königshofen, Stiftsherr zu Straßburg • Aegidius Tschudi: Chronicon Helveticum | "Die paner herren"; "Freyherr"; "diss warent von Strasburg und uss dem Elsass" Tschudi erwähnt zusätzlich zu Hans auch noch einen Bruno: "Herr Bruno Hüß Ritter" • Liste des Christian Wurstisen, nach 1580 |        |
| Hus                             | Heinrich, Hemmann | Heinrich vom Hus                 | Straßburg                          | Huss, Hüß | Luzerner Chronik von Melchior Russ, 1482 • Aegidius Tschudi: Chronicon Helveticum | Melchior Russ ist der einzige der drei Gefallenen (Bernhart, Heinrich und Niclaus) aus dem Haus vom Hus. |        |
| Hus                             | Niclaus | Niclaus vom Hus                  | Straßburg                          | Huss | Luzerner Chronik von Melchior Russ, 1482 | Melchior Russ ist der einzige der drei Gefallenen (Bernhart, Heinrich und Niclaus) aus dem Haus vom Hus. Bei Niclaus bemerkt er dazu: "jrer vater" |        |
| Huseneck?                       | Hans | Hans von Huseneck                | Etsch                              | Huseneck; Hußenegg | • Petermann Etterlin´s Chronik, Basel, 1507 • Schlachtkapelle Sempach • Aegidius Tschudi: Chronicon Helveticum | "uss dem Etzschland" |        |